# Scrancia quinquelineata
Scrancia quinquelineata är en fjärilsart som beskrevs av Sergius G. Kiriakoff 1965. Scrancia quinquelineata ingår i släktet Scrancia och familjen tandspinnare. Inga underarter finns listade.